# Гродненский сейм

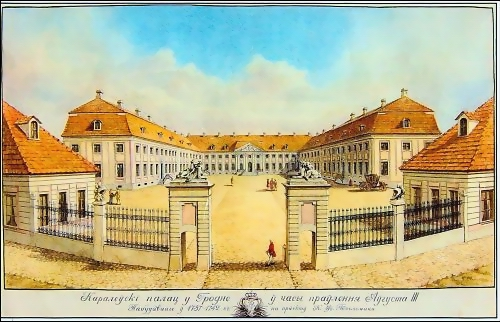
Новый замок в Гродно

Гро́дненский сейм — последний в истории Речи Посполитой сейм, прошедший с 17 июня по 23 ноября 1793 года в гродненском Новом замке. Сторонники Тарговицкой конфедерации настояли на том, чтобы сейм прошёл вдали от патриотически настроенной Варшавы.

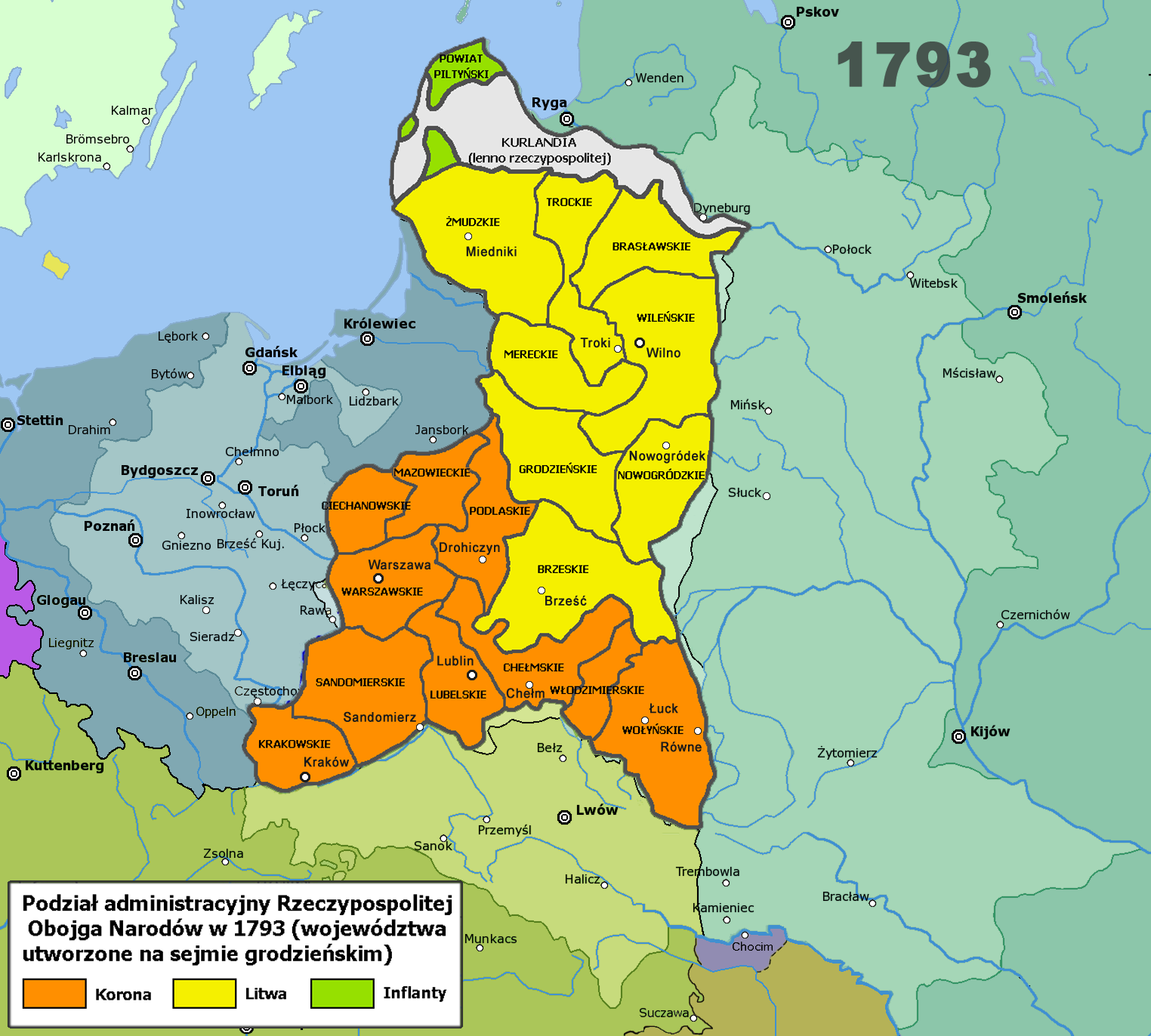
Воеводства, образованные в 1793 г.

Под действием взяток и прямого давления (весь замок заполонили русские солдаты) посланник Екатерины II, Я. Е. Сиверс вынудил депутатов одобрить акт о втором разделе Польши, по которому Речь Посполитая фактически превращалась в протекторат Российской империи. Вместе с тем упразднялась и Конституция 3 мая. Кульминацией сейма стало знаменитое немое заседание 23 сентября, затянувшееся до утра. На требования сеймового маршала Белиньского одобрить договор с Россией депутаты молчали. Наконец краковский депутат Юзеф Анквич проговорил, что «молчание есть знак согласия», и на этом Белиньский признал договор одобренным.
Содержание русско-польского договора «о вечном союзе» С. М. Соловьёв подытожил следующим образом:

Обе державы взаимно ручались за неприкосновенность своих владений, обязывались подавать друг другу помощь в случае нападения на одну из них, причем главное начальство над войском принадлежало той державе, которая выставит большее число войска; Россия могла во всех нужных случаях вводить свои войска в Польшу; без ведома России Польша не могла заключать союза ни с какою другою державою; без согласия императрицы Польша не может ничего изменить в своем внутреннем устройстве. Число польского войска не должно превышать 15 000 и не должно быть менее 12 000.
Была также отменена высшая польская военная награда Virtuti Militari, недавно созданная и врученная во время предыдущей войны 1792 года против России. Из-за значительных территориальных потерь Сейм скорректировал административное деление Речи Посполитой и создал 18 новых воеводств. Сейм завершил свою работу 23 ноября.